# Showa Corporation
Showa Corporation (株式会社 シ ョ ー ワKabushiki-kaisha Shōwa) è un produttore di sistemi di sospensione per autoveicoli, motocicli e fuoribordo ad alte prestazioni con sede a Gyōda, Saitama in Giappone. La società è quotata alla borsa di Tokyo.
La compagnia fu fondata nel 1938 come Showa Aircraft Precision Works.
Nel 1950 Showa acquisì la Rikuo Motorcycle, che realizzò versioni con licenza delle motociclette Harley Davidson negli anni 30 e 40. Il marchio Rikuo è durato fino al 1962. Showa è diventato fornitore OEM di Harley Davidson.
Showa ha strutture estere in Brasile, Canada, Cina, India, Indonesia, Messico, Spagna, Taiwan, Tailandia, Regno Unito, Stati Uniti e Vietnam.
Showa era un fornitore di ammortizzatori della serie IndyCar ufficiale dal 2007 al 2011. Showa è rimasto fornitore di ammortizzatori della serie IndyCar dal 2012, ma solo per i team con motore Honda. È stato inoltre fornitore di componenti per le scuderie, tra le quali la Honda, sia in MotoGp, che in Formula 1.